# Anthyllis vulneraria subsp. alpestris
Anthyllide alpestre
Sous-espèce
Synonymes
- Anthyllis alpestris (Schult.) Kit.[2]
- Anthyllis alpestris Rchb.[3]
- Anthyllis alpicola Brugger[2]
- Anthyllis valesiaca Beck[3] [2]
- Anthyllis vulneraria subsp. alpestris (Hegetschw.) Asch. & Graebn.[2]
- Anthyllis vulneraria var. alpestris Schult.[2]

Anthyllis vulneraria subsp. alpestris, communément appelé l’Anthyllide alpestre, est une sous-espèce d’Anthyllis vulneraria de la famille des Fabacées. C'est une plante herbacée trouvée en Europe.
Elle produit des fleurs jaunes groupées au sommet des tiges. On trouve cette plante en montagne dans les endroits ensoleillés.

## Synonyme
- Anthyllis alpestris (Schult.) Kit.
- Anthyllis alpicola Brugger
- Anthyllis valesiaca Beck
- Anthyllis vulneraria subsp. alpicola (Brügger) Gutermann
- Anthyllis vulneraria subsp. valesiaca (Beck) Guyot
- Anthyllis vulneraria var. alpestris Kit. ex Schult.

## Description
C'est une plante basse de 10 à 30 cm de hauteur. L'inflorescence est un racème capituliforme de couleur jaune, en forme de boule massive. Chaque fleur forme un tube jaune pris dans le calice plus pâle et poilu. Le fruit est une gousse.
Les feuilles radicales sont réduites à une grande foliole terminale unique, elliptique et charnue.

## Biologie
Période de floraison : de mai à août.
- Hermaphrodite.
- Pollinisation entomogame
- Dissémination : anémochore

## Habitat
Habitat type : pelouses alpines, roches calcaires sèches.

## Répartition
Aire de répartition : France (Jura, Alpes, Pyrénées), Sud de l'Allemagne.

## Usages
Vulnéraire : utilisé en cataplasme sur les plaies.